# 广州 (辽朝)
广州，辽朝时设置州。
天显四年（929年）遼國迁渤海國铁利府广州（今黑龙江省依兰县附近）渤海户，设铁利州。统和八年（990年）废除铁利州。开泰七年（1018年）复设广州，领昌义县（今辽宁省沈阳市西南63里彰驿站镇）。天庆六年（1116年）金朝得到广州，皇统三年（1143年）废广州为章义县，属于沈州。